# Juhani Ojala
Juhani Lauri Henrik Ojala (* 19. Juni 1989 in Vantaa) ist ein finnischer Fußballnationalspieler auf der Position eines Abwehrspielers, der zuletzt beim IF Gnistan unter Vertrag stand.

## Karriere
Ojala begann seine Karriere bei Vereinen in Helsinki und nahm mit HJK auch an der Qualifikation zur UEFA Champions League 2010/11 teil. Die Finnen scheiterten aber in der 3. Qualifikationsrunde an FK Partizan Belgrad. In der zweiten Runde hatte er im Rückspiel gegen Ekranas Panevėžys das erste Tor erzielt und damit die 0:1-Hinspielniederlage ausgeglichen. Da  bis zur 90 Minute kein weiteres Tor fiel, kam es zur Verlängerung, in der sie eine Minute vor dem Ende durch ein Eigentor des Gegners zum 2:0-Endstand kamen. In den anschließenden Play-offs der UEFA Europa League 2010/11 verloren sie zweimal gegen Beşiktaş Istanbul (0:2 und 0:4). In der UEFA Champions League 2011/12 scheiterten sie ebenfalls in der 3. Qualifikationsrunde, diesmal durch zwei Niederlagen (0:1 und 1:2) an Dinamo Zagreb. HJK konnte dann zwar erneut in die  Play-offs der  UEFA Europa League 2011/12, wo sie zwar daheim mit 2:0 gegen FC Schalke 04 gewannen, das Rückspiel aber mit 1:6 verloren. Ojala war da aber schon nicht mehr in Helsinki, denn am 20. August 2011 war er für eine Ablösesumme von 600K€ zu den BSC Young Boys gewechselt.
In der ersten Saison hatte er dort 11 Ligaeinsätze und in der zweiten 12 sowie 10 Einsätze in der UEFA Europa League 2012/13, wo er mit den Boys die Gruppenphase erreichte, dort aber als Dritter hinter den punktgleichen Mannschaften des FC Liverpool und Anschi Machatschkala aufgrund des direkten Vergleichs ausschied.
Noch vor Ende der Saison 2012/13 wechselte er für eine Ablösesumme von 500 K€ nach Tschetschenien zum Terek Grosny, wo er am Ende der Saison noch drei Spiele bestritt. In der folgenden Saison wurde er in 2/3 der Ligaspiele eingesetzt. Als Tabellenzwölfter wurden knapp die Abstiegs-Relegationsspiele vermieden. In der nächsten Saison hatte er aufgrund einer schweren Verletzung nur einen Kurzeinsatz von 35 Minuten. Am 1. Juli 2015 wurde er an seinen früheren Verein HJK verliehen. Hier hatte er gegen Ende der Saison noch vier Liga-Einsätze und  zwei in den Play-offs für die UEFA Europa League 2015/16. Nach einer 1:5-Niederlage gegen FK Krasnodar verabschiedeten sie sich durch ein torloses Remis im Rückspiel. Zurück in Grosny, wurde er in zwei Spielzeiten nicht eingesetzt.
Am 1. September 2016 wechselte er zurück nach Finnland zum Meister Seinäjoen JK, wo er in den letzten neun Saisonspielen keine Minute verpasste, der Meistertitel aber nicht verteidigt werden konnte.
Zur Saison 2017 ging es über die Ostsee zum BK Häcken in die Allsvenskan. In der ersten Saison konnte er sich in der Mannschaft etablieren und kam auf 23 Ligaspiele, in denen er drei Tore erzielte. In der zweiten Saison verletzte er sich nach zwei Spielen, so dass er bis September ausfiel. Für Häcken hatte er dann auch noch einen Kurzeinsatz in der 2. Qualifikationsrunde der UEFA Europa League 2019/20 beim torlosen Remis in Alkmaar. Beim mit 0:3 gegen AZ Alkmaar verlorenen Heimspiel saß er nur auf der Bank und wechselte kurz danach über den Öresund zum dänischen Zweitligisten Vejle BK.  Hier konnte er in den letzten 22 Saisonspielen zur Zweitligameisterschaft zwei Tore beitragen. In seiner zweiten Saison in Dänemark muss Vejle als Zehnter in die Abstiegs-Relegation. Nach zwei Jahren bei Velje wechselte Ojala im Juli 2021 zum schottischen Erstligisten FC Motherwell.

## Nationalmannschaft
Für die finnische Nationalmannschaft bestritt er sein erstes Spiel am 15. November 2011 bei einem Freundschaftsspiel gegen Dänemark. In der Folge wurde er aber nur sporadisch eingesetzt. So hatte er nur zwei komplette Einsätze in der Qualifikationen zur WM 2014, einen kompletten in der  Qualifikation für die EM 2016 und 3 1/3-Einsätze in der Qualifikation für die WM 2018, die alle erfolglos abgeschlossen wurden. Bei der bisher einzigen erfolgreichen Qualifikation für die EM 2021 wurde er dagegen nicht berücksichtigt, so dass der Großteil seiner bisherigen 32 Länderspiele Freundschaftsspiele waren. Sein bisher einziges Länderspieltor erzielte er am 9. Januar 2017 bei einem nicht von der FIFA anerkannten Spiel gegen Marokko. Im Mai 2021 wurde er für den vorläufigen EM-Kader nominiert. Letztlich wurde er für die EM-Endrunde aber nicht berücksichtigt.

## Erfolge

### Verein
mit HJK Helsinki
- 2× Finnischer Meister: 2009 und 2010
- 1× Finnischer Fußballpokalsieger: 2016

mit Vejle BK
- Dänische Zweitligameister 2019/20

### Nationalmannschaft
mit der U-21-Nationalmannschaft
- Qualifikation zur U-21-Fußball-Europameisterschaft 2009

### Individuell
- Bester Verteidiger der Veikkausliiga des Jahres 2009